# Béla Balázs
Béla Balázs (Szeged, 4 de agosto de 1884 — Budapeste, 17 de maio de 1949) foi um crítico e teórico de cinema, escritor e poeta húngaro, desenvolvedor da teoria formalista cinematográfica.

## Biografia
Filho de Simon Bauer e Eugénia Léwy, Béla Balázs adotou este nome na assinatura de artigos escritos para jornais antes mesmo de sua ida a Budapeste em 1902. Foi um dos fundadores do Sonntagskreis ou Círculo do Domingo, grupo de estudos criado em 1905 ao lado de Arnold Hauser, György Lukács e Karl Mannheim. Ele é talvez mais lembrado como o libretista de A kékszakállú herceg vára, escrita originalmente para seu colega de quarto Zoltán Kodály, que, por sua vez, a apresentou ao compositor da ópera, Béla Bartók.
O colapso da repentina República Soviética Húngara sob a liderança de Béla Kun em 1919 deu início a um longo período de exílio em Viena e na Alemanha e, de 1933 a 1945, na União Soviética. Em Viena, tornou-se um escritor assíduo de críticas de filmes. Seu primeiro livro sobre cinema, Der sichtbare Mensch (1924), ajudou a fundar a teoria do "filme como uma linguagem", que exerceu influência sobre Sergei Eisenstein e Vsevolod Pudovkin.
Em 1949, ele recebeu o prêmio mais ilustre de seu país, o Prêmio Kossuth. Ainda neste ano, concluiu Theory of the film, livro teórico lançado em inglês postumamente. Em 1958, o Prêmio Béla Balázs foi fundado e nomeado em sua homenagem como um prêmio para reconhecer produções cinematográficas.

## Filmografia
- Moderne Ehen (1924)
- Madame wünscht keine Kinder (1926)
- Eins + Eins = Drei (1927)
- Das Mädchen mit den fünf Nullen (1927)
- Grand Hotel...! (1927)
- Doña Juana (1927)